# Wimbledon Championships 2007/Herrendoppel-Rollstuhl
Das Herrendoppel (Rollstuhl) der Wimbledon Championships 2007 war ein Rollstuhltenniswettbewerb in London und fand vom 7. bis zum 8. Juli statt.
Titelverteidiger waren Shingo Kunieda und Satoshi Saida.

## Setzliste
| Nr. | Paarung                      | Erreichte Runde |
| --- | ---------------------------- | --------------- |
| 01. | Shingo Kunieda Satoshi Saida | Finale          |
| 02. | Robin Ammerlaan Ronald Vink  | Sieg            |

## Ergebnisse
Zeichenerklärung
- Q = Qualifikant
- WC = Wildcard
- LL = Lucky Loser
- ITF = qualifiziert über ITF-Ranking
- ALT = alternate (Ersatz)
- PR = Protected Ranking
- SE = Special Exempt
- r = retired (Aufgabe)
- d = Disqualifikation
- w.o. = walkover
- [ ] = Match-Tie-Break

|  | Halbfinale | Halbfinale                            | Halbfinale                  | Halbfinale | Halbfinale                   |   |                                       | Finale | Finale | Finale | Finale | Finale |
|  |            |                                       |                             |            |                              |   |                                       |        |        |        |        |        |
|  | 1          | Shingo Kunieda Satoshi Saida          | 6                           | 6          |                              |   |                                       |        |        |        |        |        |
|  |            | Martin Legner Maikel Scheffers        | 6                           | 3          |                              |   |                                       |        |        |        |        |        |
|  | 1          | Martin Legner Maikel Scheffers        | 6                           | 3          | Shingo Kunieda Satoshi Saida | 6 | 5                                     | 2      |        |        |        |        |
|  | 1          |                                       |                             |            |                              |   | 5                                     | 2      |        |        |        |        |
|  |            | 2                                     | Robin Ammerlaan Ronald Vink | 4          | 7                            | 6 |                                       |        |        |        |        |        |
|  |            | 2                                     | Robin Ammerlaan Ronald Vink | 4          | 7                            | 6 | Miroslav Brychta Tadeusz Kruszelnicki | 3      | 4      |        |        |        |
|  |            |                                       |                             |            |                              |   | Miroslav Brychta Tadeusz Kruszelnicki | 3      | 4      |        |        |        |
|  | 2          | Robin Ammerlaan Ronald Vink           | 6                           | 6          |                              |   |                                       |        |        |        |        |        |
|  | 2          | Robin Ammerlaan Ronald Vink           | 6                           | 6          | Spiel um Platz 3             |   |                                       |        |        |        |        |        |
|  |            |                                       |                             |            |                              |   |                                       |        |        |        |        |        |
|  |            | Martin Legner Maikel Scheffers        | 6                           | 6          |                              |   |                                       |        |        |        |        |        |
|  |            | Miroslav Brychta Tadeusz Kruszelnicki | 3                           | 2          |                              |   |                                       |        |        |        |        |        |